# 考鎮區 (堪薩斯州傑佛遜縣)
考鎮區（英語：Kaw Township）為美國堪薩斯州傑佛遜縣轄下的鎮區。2010年美国人口普查中此鎮區人口有1,461人。

## 地理
考鎮區涵蓋總面積為85.8平方（33.11平方英里），其中陸地面積為83.4平方（32.22平方英里），水域面積為2.3平方（0.89平方英里）或2.69%。海拔高度281（922英尺）。

## 人口統計
根據2010年美國人口普查，考鎮區人口有1,461人，其中男性有749人，女性有712人，人口密度為每平方公里17.04人，住房計615戶。鎮區內的白人有1,399人，非裔美國人有4人，美洲原住民有17人，亞裔美國人有7人，太平洋島裔美國人有0人，其他種族有8人，混血種族則有26人。此外鎮區內有47人為西班牙裔或拉丁裔美國人。此鎮區之年齡中位數為46.6歲，而男性年齡中位數為45.6歲，女性年齡中位數為47.4歲。

## 交通

### 主要公路
- 24號美國國道
- 4號堪薩斯州州道
- 237號堪薩斯州州道